# Duncan (Columbia Británica)
Duncan es una ciudad canadiense situada en la provincia de Columbia Británica.

## Superficie
Duncan tiene una superficie de 2,06 km².

## Demografía
En 2021, tenía 5047 habitantes, una densidad poblacional de 2444,5 hab./km², y 2620 viviendas.